# ポライモス
ポライモス（Porajmos、Porrajmos、Pharrajimosとも）とは、第二次世界大戦中にナチス・ドイツやクロアチア独立国、ハンガリー王国など枢軸国が実行したロマ絶滅政策を指す。ロマ語の複数の方言で「絶滅」ないしは「破壊」の意。
ヒトラー政権下、ロマ及びユダヤ人はいずれもニュルンベルク法により「人種に基づく国家の敵」と定義され、ナチス占領下の国家においても同様の絶滅政策が採られた。
第二次世界大戦におけるロマの犠牲者数は、推計で22万人から150万人に上るとされる。
しかし、テキサス大学オースティン校ロマ研究プロジェクトの主事を務めるイアン・ハンコックによると、被害者数は過小評価される傾向があるという。ハンコックはクロアチア、エストニア、ルクセンブルク及びオランダでほぼ全てのロマが殺害されたと指摘している。
ルドルフ・ラムルハワイ大学名誉教授は、ナチス・ドイツで25万8000人、イオン・アントネスク政権下のルーマニア王国で3万6000人、そしてウスタシャクロアチアでは2万7000人が犠牲になったとしている。
被抑圧民族協会によると犠牲者は27万7100人に上り、イギリスの歴史学者マーティン・ギルバートはヨーロッパの70万人のロマのうち犠牲者が22万2000人以上になると推測している。
この他にもアメリカ合衆国ホロコースト記念博物館は殺害されたシンティ・ロマ人及びロマの推計が22万人から50万人になるとしている。

## 語の使用を巡って
「ポライモス」の語は1990年代初頭にイアン・ハンコックが自著で用いたのが始まりとされている。ハンコックによると、1993年にロマに対する大量虐殺の呼称を議論した際、カルデラーシュロマがこの語を提案した。その他の案が複数上がったが、ハンコックは「ポライモス」が特に相応しいとして決めたという。
「ポライモス」の語は活動家が用いるのが専らで、被害者や生存者の親類など殆どのロマにはその呼称自体知られていない。また、ロシア人やバルカン・ロマの活動家の中には、「ポライモス」の語を使用する事に対して抗議する者も存在する。
複数の方言において「暴力」や「レイプ」を意味する「ポラバイプ」（poravipe）と同義語であり、侮蔑語と見做すロマもいる。このため、バルカン・ロマの活動家は「サムダリペン」（「大量虐殺」の意。言語学者のマルセル・クルチアッドが初めて使用）の方を好む。
ただ、ハンコックはロマ語の形態論にそぐわないとして、この語を拒否する。ルスカ・ロマの活動家の中には、「カリ・トラシュ」（「黒い恐怖」の意）という感情的な語を提示している者もいる。
他には「ベルシャ・ビバータル」（Berša Bibahtale、「不幸な時代」の意）が用いられてきたが、最終的にはロマ語にホロコーストの類似表現が使われる事となった。
言語学的に見ると、動詞の「ポラヴ」（porrav）と接尾辞の「イモス」（imos）から構成。この接尾辞はヴラックス・ロマの方言で、他のロマ系諸方言では「イベ（ン）」（ibe(n)）または「イペ（ン）」（ipe(n)）となるのが一般的である。
この動詞自体は「開ける」、「広げる」、或いは「破いて開ける」といった意味があるが、一部の方言では「口を開ける」、「貪り食う」となる事に注意を要する。

## 歴史

### 1933年以前のロマ差別

#### 人種に纏わる疑似科学の出現と工業化
19世紀末、人種に纏わる疑似科学の出現と上からの近代化が、ドイツにおける反ロマ政策の口火を切る。この時期「人種という概念が、社会現象を説明するのに体系的に用いられた」のである。
科学的な人種分析及び社会進化論は、社会的差異と人種的差異とを結び付けた。このアプローチは、様々な人種が単一の種から生み出されたのはなく、様々な生物学的起源に拠るという考えを是とする所に特徴がある。
人種に纏わる疑似科学の出現が、科学の装いを凝らした人種的ヒエラルキーを打ち立てると、生物学に基づき少数民族集団を周縁化させてゆく。
人種科学に加え、19世紀末のドイツは上からの近代化の時代でもあった。産業の発展は社会の諸側面、就中労働や生活の社会的基準を変えたのである。だがロマにとって、この事は伝統的な生存様式の否定を意味した。
ヤノス・バーソニーは「産業の発展により職人としての価値が切り下げられ、結果として共同体の崩壊や社会的疎外を齎した」としている。
また犯罪学の観点からも、ロマに対する人種主義的な言説が横溢。イタリアの犯罪学者チェーザレ・ロンブローゾは1876年に『犯罪人論』を上梓しているが、その中で劣等人種は容易に堕落するのであり、明確にその実例は「ジプシー」に見られるとした。

#### ドイツ帝国及びヴァイマル共和国
人種に纏わる疑似科学の発展と近代化が、結果としてドイツ帝国及びヴァイマル共和国による反ロマ政策を招くことになる。
1899年には公安警察が、ジプシー情報サービスをミュンヘンの帝国警察本部に設置。目的はロマ共同体に関する情報（身分証明書、指紋、写真など）収集や断続的な監視であった。
ヴァイマル共和国期にはプールや公園、その他娯楽施設への入場を禁じられ、ドイツはもとよりヨーロッパ中で犯罪者やスパイの烙印が押されてしまう。
1926年までには、この「人種的パニック」が法にまで及んだ。バイエルン州でジプシー・浮浪者・怠惰者闘争法が施行、「ジプシー」とされた集団は州内の移動が禁じられたのである。なお、既に州内に居住している集団に関しては、治安面での恐れが無くなるまで監視下に置かれた。ヘルベルト・ホイスは「このバイエルン州の法が、国内の他州や近隣諸国のモデルにさえなった」としている。
また、ロマに対して特定地域への定住を求める動きは、ドイツ帝国並びにヴァイマル共和国における反ジプシー政策の要諦となる事が多かった。一旦定住した共同体は、町ないしは都市の1地域に集められ隔離。所謂ゲットーの出現である。この過程で監視や「防犯」に向けた体制が、国を挙げて整備される事となった。
ジプシー・浮浪者・怠惰者闘争法施行後、人種理論に基づく公共政策はロマを迫害の標的とするようになる。1927年、プロイセン州で全てのロマに身分証明書を携行させる法律が可決。8000人のロマが強制的に指紋を採取され、写真撮影された。
2年後、事態はよりエスカレート。1929年、フュッセンにてジプシー脅威法案が提出された他、国内に反ジプシー闘争センターが開所。これにより、証明書を持たないロマの移動を制限し、防犯の手段としてジプシーの恣意的な逮捕・拘留が認められたのである。
これらの法律はヒトラー政権成立前ではあるが、既に人種主義の色彩が濃い。「犯罪との闘い」という前提に基づく政策は「人々との闘い」に転化するに至る。標的とされた集団は最早法律に守られる事無く、人種差別的な政策の被害者となった。

### アーリア人種至上主義
ロマはヨーロッパにおいて、何世紀にもわたり反ジプシー主義に基づく迫害や屈辱を味わってきた。例えば、日常的な犯罪や社会的不適合、放浪生活といった社会的スティグマである。
ナチスはアーリア人種至上主義を掲げていたが、その「人種的純粋性」に対する偏愛により、ロマが最初の犠牲者となった。しかし、第三帝国初期にはヒトラーの人種イデオロギーに1つの問題が浮上。ロマ語がインド北部に端を発するインド・アーリア語派の1つという事である。
ナチス系の人類学者はロマがインドからヨーロッパに移住し、それ故当時ヨーロッパからインドに侵攻したとされていた、亜大陸におけるアーリア人居住者の子孫であるいう事に気が付いてはいた。換言すれば、ロマはアーリア語を母語としていたのである。
何れにせよ、フュッテンバッハはナチスが1933年には早くもロマの絶滅を計画していたと指摘。ナチスは7月14日、生きるに値しない命（lebensunwertes Leben）の根絶策を発表した他、民族衛生及び人口生物学省もロマの人種分類に着手している。
ナチスの人種理論に大きな影響を与えた人種学者ハンス・ギュンターは、人種的純粋性という理論に社会経済学的要素を追加。ロマをアーリア人の子孫であると認める一方で、放浪する内に様々な「劣等」人種と混交した貧困層と見做したのである（極度の貧困と、放浪を旨とする生活様式を考慮に入れての事と説明してはいるが）。
また、「純粋なアーリア人」である集団が存在する一方で、殆どのロマは人種が混ざり合っているため、アーリア人の同質性を損なう存在とした。
こうした考えは、ナチズムの人種学を育む上で大きな影響を与えたフランスのアルテュール・ド・ゴビノーに拠る所が大きい。ゴビノーは自身の著書『人種不平等論』の中で、人間に明らかな優劣があり、その最大の要因は人種であると断定。インド・ヨーロッパ語を話すアーリア人、特に北欧ゲルマン系諸民族が優秀な人種とされ、雑種や異種間の結婚は例外無く人種の劣化に繋がると主張している。

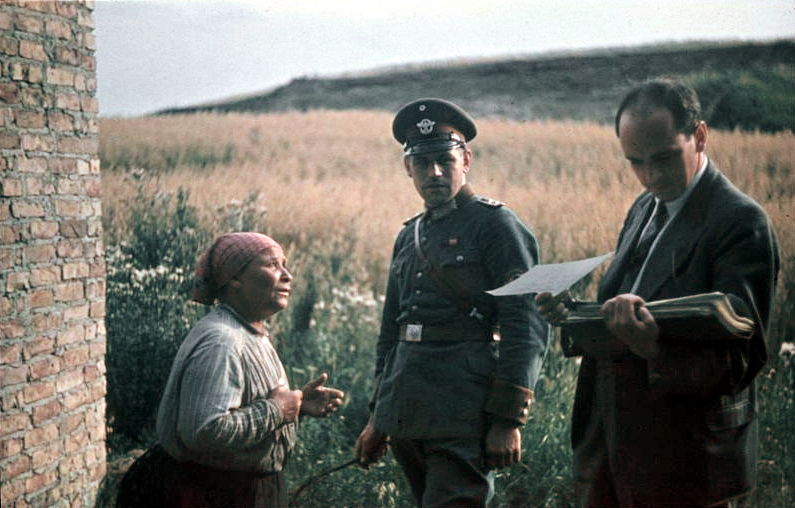
ドイツの警察官とロベルト・リッターから調査を受けるロマ女性

当該問題をより深く研究するため、ナチスは1936年に民族衛生及び人口統計学的生物学研究団（Rassenhygienische und Bevölkerungsbiologische Forschungsstelle）を設置。ロベルト・リッターと助手のエヴァ・ユスティンが率いたのこの団体は、「ジプシー問題」（Zigeunerfrage）に関する詳細な研究の統括と、「ジプシー新法」を練る上で必要とされるデータの提供を委託されていた。
同年春にインタビューや血統的遺伝学的データ収集を行うための医学的調査から成る、包括的なフィールドワークを行った結果、殆どのロマがドイツ人の人種的純粋性に脅威を齎すため、絶滅させるべきとの結論に至る。また1938年には各警察にあったジプシー対策課を再編成し、ジプシー禍闘争ライヒ中央本部を設置した。

なお、ハインリヒ・ヒムラーはこの決定に対して、「純粋なジプシー」が放浪生活を続けられるよう、次のように遠隔地へ居留地を設置すべきと提案している。
ドイツ民族の同質性を守るために国家が講じる対策の目的は、ドイツ民族からジプシーを物理的に隔離して混血を阻止し、ひいては純粋であれ混血であれジプシーの生活様式を規制するものであらねばならない。

### 市民権の剥奪
1935年11月14日、ニュルンベルク法の増補版である血統及び名誉保護法が可決、アーリア人種と非アーリア人種との結婚が禁じられる事となった。ロマを定義付ける基準は、他の如何なる集団を定義付けるものよりもほぼ2倍厳格であった。
その後第2次ニュルンベルク法や帝国市民権法により、1936年3月7日をもってユダヤ人と同様「非アーリア人種」や黒人、ロマが選挙権を喪失した。1938年12月には「ジプシー禍撲滅令」とよばれるロマに対する迫害令が出されている。

### 絶滅

茶色の逆三角形。ドイツの強制収容所のロマは、アウシュヴィッツのように他の囚人と区別するため、囚人服に逆三角形を装着させられた

第三帝国政府が行ったロマの迫害は、町外れに自治体立収容所が建設された1936年には早くも始まっており、後に絶滅収容所へ国外追放された。対象となった収容所としては、ダッハウやマルツァーン、ヴェンハウゼンなどが知られる。
なお、「ジプシー問題」の解決に関しては、元々反対意見が存在した。1939年末から翌年初にかけて、ポーランド総督のハンス・フランクが、国外追放されたドイツ及びオーストリアのロマ3万人の受け入れを拒否。
また、ハインリヒ・ヒムラーも一握りの純血のロマを救うべく政治的圧力を掛け、「民族居留地」の立ち上げを画したが、ロマを全て国外追放すべきとするマルティン・ボルマンの反対に遭っている。
ヒムラーがアウシュヴィッツへの国外追放令に署名した1942年には論争が収束。ラインハルト作戦（1941年 - 1943年）中には不特定多数のロマがトレブリンカ強制収容所などで殺害された。
ナチスによるロマの迫害は国や地域により様々であった。フランスでは3000人から6000人のロマが強制収容所へ送られた他、バルカン諸国やソビエト連邦でも、特別行動部隊のアインザッツグルッペンが村々を回りロマを殺害している。
こうして殺害されたロマの数については記録が残されていないものの、大量虐殺の証拠となる文書が稀ではあるが作成されたケースもある。ティモシー・シュナイダーは、ソビエト連邦のみでアインザッツグルッペンにより8000人のロマが殺害されたという。
エーリヒ・フォン・デム・バッハ＝ツェレウスキーは戦争犯罪の追及から逃れる見返りに、アインザッツグルッペン裁判にて「アインザッツグルッペンの主要任務はユダヤ人やジプシー、政治将校の絶滅であった」と述べている。一方、アインザッツグルッペンの元司令官であるオットー・オーレンドルフはソビエト連邦で公判中、歴史的前例として三十年戦争中のロマ虐殺を引き合いに出している。
1942年12月16日にはいわゆるアウシュヴィッツ令が発出され、「ジプシー」に対する「最終的解決」として強制収容所への移送、断種措置としての不妊手術の実施が命令され、翌1943年1月にはその施行規則がライヒ刑事警察局に命令された。これはヨーロッパのロマにとって、ナチス官僚が「ユダヤ人問題の最終的解決」を決めたヴァンゼー会議で成された、同年1月20日の決定に相当するものであった。
またヒムラーは1943年11月15日にロマと「部分的ロマ」はユダヤ人と同じく強制収容所に送る命令を発布している。なお、シビル・ミルトンはヒムラーが下した命令にヒトラーも関わっていたと推測する 。
大規模なゲットーや強制収容所付近ではユダヤ人によるレジスタンスが組織されているが、ロマ自身も同様の運動を展開。1944年5月、親衛隊がアウシュヴィッツのジプシー家族収容所を整理しようとした際、思わぬ抵抗に遭遇したという。しかし、収容所の整理が成った数ヶ月後、結局2万人のロマが収容所で殺害された。

## 枢軸国における迫害
ロマは戦時中第三帝国に協力した傀儡政権、就中クロアチアのウスタシャ政権の犠牲者でもあった。ヤセノヴァツ強制収容所ではセルビア人やユダヤ人と共に、数万人ものロマが殺害。ヤド・ヴァシェムはユーゴスラビアでのポライモスが最も激しく、9万人ものロマが殺害されたとしている。政権側も約2万6000人を国外退去。
また、スロバキア、ハンガリー、ルーマニアそしてブルガリアといった枢軸国の政府もナチスの計画に協力。しかし、ウスタシャクロアチアやナチスドイツが直接支配下においた地域（ポーランドなど）とは異なり、小規模なものに留まっている。
ハンガリーの矢十字党政権は、7万人から10万人に上るとされる人口の内、2万8000人から3万3000人のロマを国外追放したという。
ルーマニアのイオン・アントネスク政権は、領土内においてロマの絶滅を計画的に行わなかった。代わりにロマ系住民をトランスニストリア占領地の国営強制収容所へ国外追放している。これらの収容所には2万5000人が収監され、1万1000人が死亡。
ベーメン・メーレン保護領では、レティ強制収容所へ一旦移送された後、アウシュヴィッツ強制収容所へと送られた。レティ収容所が特異なのは、ポール・ポランスキーの著書『黒い沈黙』で証拠として挙げられているように、職員として配置されていたチェコ人看守が、ドイツ人よりも極めて残忍であったという点である。
そのため、現在におけるチェコ共和国のロマの大多数が、戦後チェコスロバキアへ移ったスロバキアからの移住者の子孫である。
一方デンマークはロマ人口が少ないため、ナチスによる大量虐殺が行われなかった。アンガス・フラセールはこれを「民族隔離に対する疑念」のためとしている。ギリシャのロマもアウシュヴィッツへ国外追放されようとしていたが、アテネ大司教や同国の首相の要請により中止となった。

### 国別の推計犠牲者数
以下に掲げる表はコロンビア大学による調査結果を纏めたものである。
| 国                                        | 戦前のロマ人口 | 推計値  | 推計値  |
| 国                                        | 戦前のロマ人口 | 最小値  | 最大値  |
| ----------------------------------------- | -------------- | ------- | ------- |
| オーストリア                              | 11,200         | 6,800   | 8,250   |
| ベルギー                                  | 600            | 350     | 500     |
| チェコ共和国 （ベーメン・メーレン保護領） | 13,000         | 5,000   | 6,500   |
| エストニア                                | 1,000          | 500     | 1,000   |
| フランス                                  | 40,000         | 15,150  | 15,150  |
| ドイツ                                    | 20,000         | 15,000  | 15,000  |
| ギリシャ                                  | 不明           | 50      | 50      |
| ハンガリー                                | 100,000        | 1,000   | 28,000  |
| イタリア                                  | 25,000         | 1,000   | 1,000   |
| ラトビア                                  | 5,000          | 1,500   | 2,500   |
| リトアニア                                | 1,000          | 500     | 1,000   |
| ルクセンブルク                            | 200            | 100     | 200     |
| オランダ                                  | 500            | 215     | 500     |
| ポーランド                                | 50,000         | 8,000   | 35,000  |
| ルーマニア                                | 300,000        | 19,000  | 36,000  |
| スロバキア                                | 80,000         | 400     | 10,000  |
| ソビエト連邦 （1939年まで）               | 200,000        | 30,000  | 35,000  |
| ユーゴスラビア                            | 100,000        | 26,000  | 90,000  |
| 総計                                      | 947,500        | 130,565 | 285,650 |

## 人体実験
ポライモスやホロコーストのもう1つ際立った特徴は、人体実験を大規模に行った事であった。関わった医師の内、アウシュヴィッツ強制収容所に勤めたヨーゼフ・メンゲレが最も悪名高い。彼は圧力室に被験者を置く、薬物投与、児童の目に化学物質を注射し瞳の色を変えようとする実験などを行っており、その他にも様々な手術を実施。
ロマの子ども達の研究に関しては特に熱心であったとされ、菓子や玩具を与えては、ガス室に直接送り込んだという。アウシュヴィッツで50組のロマの双子の面倒を見ていたユダヤ人収監者のヴェラ・アレクサンダーは、次のように回想している。
| 「 | グイドとイナという4歳の双子の事を特に覚えています。ある日、メンゲレが2人を何処かに連れて行きましたが、帰って来た時の2人は悍ましい状態でした。シャム双生児のように背中同士を縫い付けられていたのです。傷口が化膿し、一日中泣き叫んでいました。その後両親-母親の名前はステラだったでしょうか-がモルヒネを何とかして手に入れ、子どもを苦しみから解放するため殺めてしまったのです。 | 」 |

## 認識と記憶

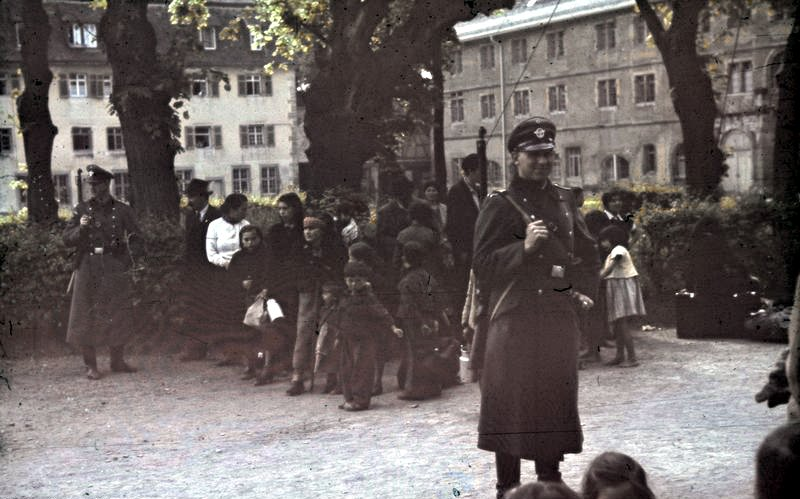
アスペルクというドイツの町から追放されようとしているシンティ及びロマ（1940年5月22日）

ドイツ降伏後、連合軍占領当局は州政府やドイツ側当局に対して人種的・宗教的などの理由で迫害された人々への補償を行うよう命令したが、ドイツ側はロマを人種的に迫害されたとは認定しなかった。1946年10月にイギリス占領地区の補償当局はロマが補償対象であると言うことに疑念を呈し、1950年にバーデン＝ヴュルテンベルク州内務省は「ジプシーや混血ジプシーはもっぱら人種的理由からではなく、その反社会的な犯罪行為によって迫害され拘禁されてきた」と主張し、その補償は刑事警察や浮浪者本部の調査の後に行うべきであるとした。刑事警察はナチス期からほとんど人員が変わっておらず、ナチス時代の資料を利用して調査を行ったため、ロマに対する補償はほとんど実現しなかった。また裁判所もほとんど同様の見解を示し、1943年12月16日のアウシュヴィッツ令以前に人種的な迫害は行われていないと認定した。また他のナチス被害者達も「反社会分子であるロマ」と同一視されることを嫌い、ロマへの補償が他の被害者に対する侮辱であると主張する動きもあった。「ユダヤ人と同様に、シンティ及びロマへも賠償金を充てる事に関して、ニュルンベルク裁判や国際会議で協議すら無かった」のである。
これらの見解は1955年に成立したドイツ連邦共和国（西ドイツ）政府にも受け継がれ、ロマに対する補償はほとんど行われなかった。1955年に補償当局は「ジプシー」は「国家の災難」とみなされていたため、1933年の行動は「人種的迫害」ではなく、「ジプシーの特徴（反社会的行動、犯罪、放浪）」が原因であったと声明した。一方でロマ側もナチスの文盲政策によって申請を行うことが困難であっただけでなく、当局に対する不信感により補償を屈辱としてうけとめる風潮があった。1963年になって連邦裁判所はロマに対する迫害が1935年、本格的には1938年から開始されたという解釈を示したが、それでも個別の補償申請は「反社会分子」であったためと判断されることが多く、ほとんど実施されなかった。1971年にはシンティ・ロマが「西ドイツ・シンティ中央委員会」（1972年に「ドイツ・シンティ連盟」と改称）を結成し、政府に対し補償を求める本格的な運動を開始した。この頃からロマがナチスの被害者であるという認識が広まりはじめ、国内外で支援の動きが広がった。
ドイツ連邦共和国とドイツ民主共和国（東ドイツ）は1982年にロマの大量虐殺を認定しており、爾来ショアと同時期に発生したジェノサイドとして、次第に認識されるようになった。
1981年にはロマも対象となる、補償を全く受けていない被害者に対する「非ユダヤ系被迫害者特例基金」が設置され、困窮している生存者や、一定期間以上強制収容されたロマに対する補償の道ができた。しかし補償当局の対応は厳しく、60％の申請がケルン市長によって却下され、中央委員会は90％の申請が却下されたと主張している。80年代以降勢力を拡張した緑の党は「忘れられた被害者」であるロマに対する補償を主張し、少しずつであるが補償が行われつつある。
アメリカの歴史学者であるシビル・ミルトンもやはり、ホロコーストの一環として認識するに相応しいとする論説を複数発表。スイスでは、専門家の委員会がポライモスの時期に同国政府が採った政策を調査している。

### 追悼に向けた動き

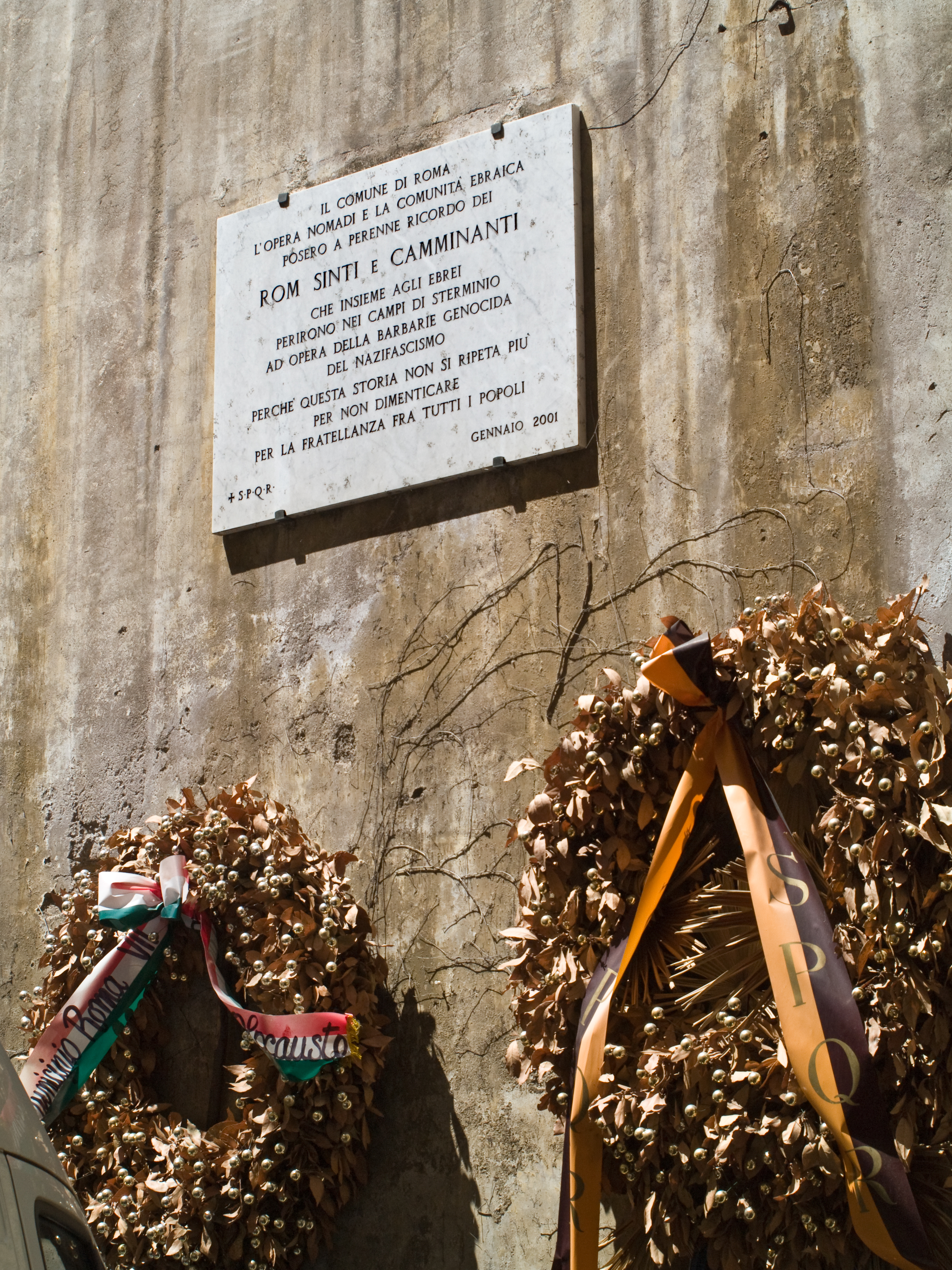
強制収容所で死亡したロマを追悼する銘板（ローマにて）

ロマのホロコースト犠牲者を追悼する記念碑は、1956年5月8日、虐殺事件が発生したポーランドのスチュロヴァ村に初めて建立。1996年以降、アウシュヴィッツなど同国各地に記念碑を建て、ロマのみならずポライモスの記憶を切に願う人々が訪れている。
また、チェコのロマ文化博物館やタルナウの民族博物館など、ポライモスの記憶を恒久的に展示する博物館が複数存在。しかし、同国のレティ強制収容所を巡る議論が示すように、嘗ての強制収容所近辺に記念碑を建立する事に関しては、一部政治団体による妨害行為が未だ後を絶たない。
2007年10月23日、トラヤン・バセスクルーマニア大統領が、同国の指導者としては初めて、ポライモスを公式に謝罪。学校でも教えるべきとした上で、「我々は子ども達に、60年前に彼らのような子ども達が、ルーマニアによって餓死や凍死に追い遣られたという事を伝えねばならない」と述べた。謝罪の一部はロマ語で成されている。
なお、バセスクは公式謝罪を行う前の同年5月19日、女性ジャーナリストに対して「腐れジプシー」と暴言を吐く事件を引き起こしており、問題になった（その後謝罪）。
2011年1月27日、ツォニ・ワイスがロマとしては初めて、ドイツの公的なホロコースト記念日の式典に、来賓として参加。オランダ生まれのワイスはナチスによる一斉検挙の際、警察官に逃亡を許され、一命を取り留めている。
2012年10月にはベルリン中心部のドイツ連邦議会南側に追悼碑が完成。同月24日アンゲラ・メルケル首相やヨアヒム・ガウク大統領の他、生存者が参列し式典が開かれた。

### 題材となった映画
ロマ系フランス人の映画監督であるトニー・ガトリフは2009年、歴史学者のジャック・シゴーによる逸話を基にした映画『コルコロ』(en)を発表。フランスの公証人ユステの力を借りナチスから逃れるが、後に放浪生活から逃れられなくなってしまった、ロマのタルコシェを描いた作品である。
ユステなるフランスの公証人が実在するかどうかは不明だが、作中のテオドールという登場人物は、彼から着想を得たという。また、もう1人の中心人物であるリス・ランディは、教師のイヴェット・ランディが基とされている。